# 金润美
金润美（谚文：김윤미，朝鲜汉字：金潤美，1980年12月1日—），是韩国著名的女子短道速滑运动员。她是1994年和1998年冬季奥林匹克运动会2枚金牌获得者。

## 职业生涯
1994年利勒哈默尔冬奥会中，金润美获得3000米接力金牌。1998年长野冬奥会中，她获得3000米接力金牌。

## 资料来源
- 奥林匹克数据库(英文)
- 金润美-国际滑冰联盟（ISU）